# Barbie Dreams
«Barbie Dreams» — песня американской рэперши Ники Минаж, записанная для её четвёртого студийного альбома Queen. Была выпущена в качестве 3 сингла с альбома 12 августа 2018 года на лейблах Young Money Entertainment и Cash Money Records. Сингл смог достичь 18 позиции чарта Billboard Hot 100 и набрать более 90 миллионов просмотров на YouTube.

## Позиции в чартах
| Чарт (2018)                           | Высшая позиция |
| ------------------------------------- | -------------- |
| Australia (ARIA)                      | 57             |
| Канада (Billboard Canadian Hot 100)   | 43             |
| Ireland (IRMA)                        | 41             |
| New Zealand Hot Singles (RMNZ)        | 3              |
| Шотландия (OCC Scotland)              | 60             |
| Словакия (Singles Digitál Top 100)    | 92             |
| Sweden Heatseeker (Sverigetopplistan) | 7              |
| Великобритания (OCC UK Singles)       | 36             |
| US Billboard Hot 100                  | 18             |
| США (Billboard Hot R&B/Hip-Hop Songs) | 13             |
| США (Billboard Rhythmic)              | 12             |

## Сертификации
| Регион | Сертификация | Продажи |
| --- | ------------ | ------- |
| Австралия (ARIA) | Золотой      | 35 000  |
| США (RIAA) | Золотой      | 500 000 |
| ^ Данные о тиражах приведены только на основе сертификации. · Данные о продажах + прослушиваниях приведены только на основе сертификации. |              |         |